# 平方英寸
平方英寸是一個英制的面積單位，其定義是「邊長為1英吋的正方形的面積」。

## 單位轉換
1平方英寸等於：
- 0.0069444444444平方英尺（1平方英尺等於144平方英寸）
- 約0.00077160493827160493平方碼（1平方碼等於1296平方英寸）
- 6.4516平方公分（1平方公分等於大約0.15500031平方英寸）
- 0.00064516平方公尺（1平方公尺等於大約1,550.0031平方英寸）

## 参看
- 国际单位
- 表面積
- 平方
- 平方根